# Atletiek op de Olympische Zomerspelen 2020 – Discuswerpen mannen
Het discuswerpen voor mannen  op de Olympische Zomerspelen 2020 vond plaats op vrijdag 30 en zaterdag 31 juli 2021 in het Olympisch Stadion Tokio. 

## Records
Voorafgaand aan het toernooi waren dit het wereldrecord en het olympisch record.
| Wereldrecord     | Jürgen Schult     | 74,08 m | Neubrandenburg | 6 juni 1986      |
| Olympisch record | Virgilijus Alekna | 69,89 m | Athene         | 23 augustus 2004 |

## Resultaten

### Kwalificatieronde
Kwalificatieregels: behalen van de kwalificatiestandaard van 66,00 (Q), of deel uitmaken van de 12 bestpresterende atleten. 
| Rang | Groep | Atleet               | Land | 1     | 2     | 3     | Afstand | Bijz. |
| ---- | ----- | -------------------- | ---- | ----- | ----- | ----- | ------- | ----- |
| 1    | A     | Daniel Ståhl         | SWE  | 66,12 |       |       | 66,12   | Q     |
| 2    | A     | Andrius Gudzius      | LTU  | 65,94 | 65,07 | x     | 65,94   | q     |
| 3    | B     | Kristjan Čeh         | SLO  | 65,45 | x     | 63,34 | 65,45   | q     |
| 4    | A     | Matthew Denny        | AUS  | 61,58 | 65,13 | 64,98 | 65,13   | q     |
| 5    | A     | Lukas Weißhaidinger  | AUT  | x     | x     | 64,77 | 64,77   | q     |
| 6    | A     | Mauricio Ortega      | COL  | 61,19 | 64,49 | x     | 64,49   | q     |
| 7    | B     | Simon Pettersson     | SWE  | 60,62 | 59,47 | 64,18 | 64,18   | q     |
| 8    | A     | Sam Mattis           | USA  | 62,31 | 63,74 | 63,21 | 63,74   | q, SB |
| 9    | A     | Daniel Jasinski      | GER  | x     | 61,35 | 63,29 | 63,29   | q     |
| 10   | B     | Ola Stunes Isene     | NOR  | 61,59 | 61,84 | 63,26 | 63,26   | q     |
| 11   | A     | Clemens Prüfer       | GER  | 62,52 | 61,45 | 63,18 | 63,18   | q     |
| 12   | B     | Chad Wright          | JAM  | 62,93 | 60,80 | 61,37 | 62,93   | q, SB |
| 13   | B     | Fedrick Dacres       | JAM  | 62,91 | 62,43 | x     | 62,91   |       |
| 14   | B     | Bartłomiej Stój      | POL  | 62,84 | 61,05 | x     | 62,84   |       |
| 15   | A     | Piotr Małachowski    | POL  | x     | 61,76 | 62,68 | 62,68   |       |
| 16   | A     | Alin Firfirică       | ROU  | 60,42 | 61,90 | x     | 61,90   |       |
| 17   | B     | Apostolos Parellis   | CYP  | 61,73 | 62,11 | x     | 62,11   | SB    |
| 18   | B     | Alex Rose            | SAM  | 61,28 | 61,72 | 61,30 | 61,72   |       |
| 19   | B     | Reginald Jagers III  | USA  | 59,33 | x     | 61,47 | 61,47   |       |
| 20   | B     | Mykyta Nesterenko    | UKR  | 59,71 | 60,61 | 60,95 | 60,95   |       |
| 21   | A     | Lolassonn Djouhan    | FRA  | 60,74 | x     | 60,57 | 60,74   |       |
| 22   | B     | David Wrobel         | GER  | 60,38 | x     | x     | 60,38   |       |
| 23   | B     | Mason Finley         | USA  | x     | x     | 60,34 | 60,34   |       |
| 24   | A     | Danijel Furtula      | MNE  | 59,65 | x     | 59,93 | 59,93   |       |
| 25   | A     | Traves Smikle        | JAM  | 59,04 | x     | x     | 59,04   |       |
| 26   | A     | Ehsan Haddadi        | IRI  | 58,48 | 58,98 | x     | 58,98   | SB    |
| 27   | B     | Yauheni Bahutski     | BLR  | 58,65 | x     | x     | 58,65   |       |
| 28   | A     | Juan José Caicedo    | ECU  | x     | 57,75 | x     | 57,75   |       |
| 29   | B     | Giovanni Faloci      | ITA  | x     | x     | 57,33 | 57,33   |       |
| 30   | B     | Lois Maikel Martínez | ESP  | x     | 54,69 | x     | 54,69   |       |
| —    | A     | Lawrence Okoye       | GBR  | x     | x     | x     | -       | NM    |
| —    | B     | Guðni Valur Guðnason | ISL  | x     | x     | x     | -       | NM    |

### Finale
| Rang   | Atleet              | Land | 1     | 2     | 3     | 4             | 5             | 6             | Afstand | Bijz. |
| ------ | ------------------- | ---- | ----- | ----- | ----- | ------------- | ------------- | ------------- | ------- | ----- |
| Goud   | Daniel Ståhl        | SWE  | 63,72 | 68,90 | 65,16 | 66,10         | 67,03         | 64,58         | 68,90   |       |
| Zilver | Simon Pettersson    | SWE  | 61,39 | 66,58 | x     | 66,24         | 67,39         | 65,39         | 67,39   |       |
| Brons  | Lukas Weißhaidinger | AUT  | 62,92 | 66,65 | 67,07 | 66,86         | x             | x             | 67,07   |       |
| 4      | Matthew Denny       | AUS  | 65,76 | 65,56 | 65,94 | 65,00         | 66,06         | 67,02         | 67,02   | PB    |
| 5      | Kristjan Čeh        | SLO  | x     | 62,95 | x     | 66,05         | 66,62         | 66,37         | 66,62   |       |
| 6      | Andrius Gudžius     | LTU  | 64,05 | x     | 63,82 | 64,11         | 62,81         | x             | 64,11   |       |
| 7      | Mauricio Ortega     | COL  | 61,06 | 63,51 | x     | 64,08         | 63,87         | x             | 64,08   |       |
| 8      | Sam Mattis          | USA  | 61,18 | 63,88 | 63,14 | x             | 62,39         | x             | 63,88   | SB    |
| 9      | Chad Wright         | JAM  | 61,43 | 61,42 | 62,56 | Uitgeschakeld | Uitgeschakeld | Uitgeschakeld | 62,56   |       |
| 10     | Daniel Jasinski     | GER  | 61,75 | 62,44 | x     | Uitgeschakeld | Uitgeschakeld | Uitgeschakeld | 62,44   |       |
| 11     | Clemens Prüfer      | GER  | 61,75 | 60,73 | x     | Uitgeschakeld | Uitgeschakeld | Uitgeschakeld | 61,75   |       |
| 12     | Ola Stunes Isene    | NOR  | 60,95 | 61,18 | x     | Uitgeschakeld | Uitgeschakeld | Uitgeschakeld | 61,18   |       |

1896: Bob Garrett ·
1900: Rudolf Bauer ·
1904: Martin Sheridan ·
1906: Martin Sheridan ·
1908: Martin Sheridan ·
1912: Armas Taipale ·
1920: Elmer Niklander ·
1924: Bud Houser ·
1928: Bud Houser ·
1932: John Anderson ·
1936: Ken Carpenter ·
1948: Adolfo Consolini ·
1952: Sim Iness ·
1956: Al Oerter ·
1960: Al Oerter ·
1964: Al Oerter ·
1968: Al Oerter ·
1972: Ludvík Daněk ·
1976: Mac Wilkins ·
1980: Viktor Rasjtsjoepkin ·
1984: Rolf Danneberg ·
1988: Jürgen Schult ·
1992: Romas Ubartas ·
1996: Lars Riedel ·
2000: Virgilijus Alekna ·
2004: Virgilijus Alekna ·
2008: Gerd Kanter ·
2012: Robert Harting ·
2016: Christoph Harting ·
2020: Daniel Ståhl ·
2024: Rojé Stona